# Ophiactis nama
Ophiactis nama är en ormstjärneart som beskrevs av George Richard Lyman 1879. Ophiactis nama ingår i släktet Ophiactis och familjen bandormstjärnor. Inga underarter finns listade i Catalogue of Life.